# Die Kerzen
Die Kerzen sind eine deutsche Popband.

## Geschichte
Die Band Die Kerzen wurde 2017 von den vier Musikern Felix Keiler, Jelena von Eisenhart Rothe, Fabian Rose und Lucas Wojatschke in Ludwigslust gegründet. Keiler, Rose und Wojatschke wuchsen in Ludwigslust auf. Von Eisenhart Rothe stammt aus Baden-Württemberg und kam für ein Freiwilliges soziales Jahr nach Mecklenburg-Vorpommern.
Im November 2018 erschien ihr Debüt Erotik International EP beim Berliner Independent-Label Staatsakt. 2019 folgte auf dem gleichen Label das Debütalbum True Love. Für die ersten Veröffentlichungen nutzten die vier Musiker noch Pseudonyme.
Später zogen die Bandmitglieder von Ludwigslust nach Berlin. Im Mai 2022 folgte das zweite Album Pferde & Flammen, das in Köln von Jochen Naaf produziert wurde.

## Diskografie
Alben
- 2019: True Love (Staatsakt)
- 2022: Pferde & Flammen (Staatsakt)

Singles und EPs
- 2018: Erotik International EP (Staatsakt)
- 2018: True Love (Staatsakt)
- 2019: Saigon (Staatsakt)
- 2019: Al Pacino (Staatsakt)
- 2019: In der Nacht hast du geweint (Staatsakt)
- 2022: Sonnenallee (Staatsakt)
- 2022: Pferde & Flammen (Staatsakt)
- 2022: Zu schön (Staatsakt)
- 2022: Cabriolet (Staatsakt)